# 新子夏代
新子 夏代（あたらし なつよ）は、日本の女性声優・舞台女優。オフィスキイワード所属。
大阪府出身。

## 人物
千葉県立船橋高等学校・早稲田大学第一文学部卒業。学生時代よりダンスサークル等で活躍し、大平透の門下生として大平プロダクションに所属。その後劇団四季に所属し、舞台活動を行う。
2012年『ポヨポヨ観察日記』『神様はじめました』で声優として復帰している。

## 出演作品

### テレビアニメ
- あらしのよるに 〜ひみつのともだち〜（チッチ）
- おじゃる丸（ナメピー〈6-10シリーズ〉、初恵、ギン鬼、女の子、男の子、主婦、おばさん 他）
- 神様はじめました（鬼切[1]）
- 十兵衛ちゃん2 -シベリア柳生の逆襲-（小猿[2]、ナレーション）
- ポヨポヨ観察日記（お魚ドラ猫、カラス、主婦、子猫、女の子、孫(男)、トレーナー(女)、赤井妻、ナレーション 他）

### OVA
- まかせてイルか!（おばちゃん・おばあちゃん）

### CD
ドラマCD
- アスラクライン番外編～ずっとキミを見ていた～（露崎波乃の母）

### 舞台・ミュージカル
- ライオンキング
- 美女と野獣
- 人間になりたがった猫
- ジョン万次郎の夢
- 魔法をすてたマジョリン
- ジーザス・クライスト＝スーパースター（ジャポネスクバージョン・エルサレムバージョン）
- 解ってたまるか！（静役）